# Tatjana (Oper)
Tatjana (1905) ist eine Oper in drei Akten mit Musik von Franz Lehár.
Der Text wurde von Felix Falzari (pseudonym für Hans Hoffmann) nach den Büchern des amerikanischen Journalisten und Forschungsreisenden George Kennan über seine sechs Jahre in Sibirien, einschließlich Siberia and the Exile System (1891) verfasst. Die Erstfassung, das Lyrische Drama Kukuška (Kukuška ist das russische Wort für Kuckuck) wurde am 27. November 1896 im Stadttheater Leipzig uraufgeführt. Bekannter wurde das Werk in der überarbeiteten Fassung Tatjana mit Änderungen im Libretto durch Max Kalbeck. Es wurde am 10. Februar 1905 am Deutschen Stadttheater in Brünn uraufgeführt.

## Handlung
Tatjana, die Tochter eines Fischers an der Wolga, wird von dem Soldaten Alexis geliebt. Er verteidigt das Mädchen gegen Sascha, der sie ebenfalls heiraten will. Er verteidigt auch ihren Vater, als er von den Dorfbewohnern der Hexerei beschuldigt wird. Dabei schlägt er den Dorfältesten nieder und wird in die Goldminen Sibiriens verbannt. Hier trifft Alexis wieder auf Sascha, der versucht, ihn zu töten, aber Alexis besiegt Sascha und verschont ihn. Zum Dank verhilft Sascha ihm zur Flucht. Tatjana taucht auf, zerlumpt und erschöpft. Sie folgt Alexis durch die Steppe, wo beide in einem Schneesturm sterben.

## Musiknummern
Erster Akt
- Vorspiel
- „Heda! Zurück von dort!“ (Alexis)
- „Was suchst Du hier?“ (Alexis)
- „Macht keinen solchen Lärm“ (Sergej)
- „Hallo! Nikuska, höher hinauf!“ (Dimitrij)
- „Den traf ich gut!“ (Sergei)
- „Ein Windstoß war’s“ (Alexis)

Zweiter Akt
- Vorspiel
- „Springe mein Ross, spring zu!“ (Sascha)
- „Da seht nur, welchen Schatz ich bring“ (Pimen)
- „Es ist Alexis!“ (Pimen)
- „Genug! Jetzt geht an eure Arbeit“ (Pimen)

Dritter Akt
- Vorspiel
- „Seid Alle willkommen uns!“ (Dorfbewohner)
- „Die Ärmsten! welch weiten Weg sind sie gegangen“ (Raisa)
- „Hier ist mein Haus, hier kannst du bleiben“ (Nikolajew)
- „Zufall gab mein Leben in seine Hand“ (Sascha)

Zwischenspiel
- „Ich komm’ nicht weiter“ (Alexis)

## Gesamtaufnahme
- Tatjana, CPO 2001. Besetzung: Roland Schubert, Dagmar Schellenberger, Herbert Lippert, Karsten Mewes, Carsten Sabrowski, Sebastian Bluth, Olaf Lemme, Hanne Fischer, Dieter Scholz, Rundfunkchor Berlin, Rundfunk-Sinfonieorchester Berlin, Dirigent: Michail Jurowski